# セッツァー
セッツァーは、日本のお笑いコンビ。吉本興業所属（2023年4月以降）。旧コンビ名、女将（おかみ）。2人とも大阪府出身。

## メンバー
ダリル（本名：植村 康佑〈うえむら こうすけ〉1984年7月19日 -（41歳））
ボケ担当。
旧芸名、こっちゃん。大阪府和泉市出身、羽衣国際大学産業社会学科経営マーケティング部卒業。身長178 cm、体重70 kg。BWHはそれぞれ98・82・95。血液型はB型。
趣味はマナカナ(ファンクラブ『Smile』会員)、サッカー、キャラクター集め(ドラえもん、ミッフィーなど)。特技は双子のマナカナを瞬時に見分けられる（フラッシュマナカナ）、国名を言われたら瞬時にその国の首都を答えられる。
かつては河内慎太郎とコンビ「ジョニーレオポン」を組んでいた。解散後に河内は引退し、蒲鉾専門店を経営している。
2023年4月、吉本興業再所属とコンビ名を「セッツァー」へ改名に伴い、自身の芸名も「こっちゃん」より改名。

つげちゃん（本名：津下 真樹〈つげ まさき〉1982年11月25日 -（42歳））
ツッコミ担当。
大阪府茨木市出身、京都産業大学法学部卒業。身長175 cm、体重65 kg。BWHはそれぞれ89・79・89。血液型はA型。
趣味はフットサル(つげっちFC代表)、音楽鑑賞(ロックンロール)、プロレス観戦(昭和プロレス)、ゲーム(ドラゴンクエスト、ウイニングイレブン)。特技はベテラン作家ものまね、全然大したことは言ってないのに上手いこと言った雰囲気を出せる（相方・ダリルとのコンビ技）。
英検3級、普通自動車免許を所持している。
かつては藤田悠人とコンビ「発光体」などを組んでいた。

## 芸風・戦績
漫才とコントを両方行う。M-1グランプリでは2021年大会から3年連続で3回戦進出。第3回『ビートたけし杯』決勝進出。
つげちゃんはR-1グランプリ2021にて準々決勝進出。
K-PRO所属の芸人によって頂点を決める『K-PRO牧場No.1決定戦』では優勝を果たした。
2022年3月19日を以てK-PROを退所。1年間フリーでの活動後、2023年4月12日を以て古巣である吉本興業に出戻る形で所属となり、同時にコンビ名を「セッツァー」へ改名した旨を報告。
2024年6月の「ムゲンダイユースカップ」決勝戦で優勝を成し遂げ、ヨシモト∞ホールレギュラーメンバーとなる。

## 出演

### テレビ
- なるみ・岡村の過ぎるTV（朝日放送）ダリルのみ
- カミヒトエ（テレビ朝日）ダリルのみ
- スッキリ（日本テレビ）ダリルのみ
- アウト×デラックス（フジテレビ）
- ナニコレ珍百景（テレビ朝日）ダリルのみ
- ザ!世界仰天ニュース（日本テレビ）ダリルのみ
- 水曜日のダウンタウン（TBSテレビ）[14]
- 月曜から夜ふかし（日本テレビ）ダリルのみ
- 内村のツボる動画（テレビ東京）

### ラジオ
- マイナビ Laughter Night（TBSラジオ）
- 原宿ファッションガールズ（FM沖縄）